# 婚禮的前一天
《婚禮的前一天》是日本漫畫家穗積的短篇漫畫集，除了標題作外另收錄了5則作品。
標題作〈婚禮的前一天〉於2010年獲得《月刊flowers》Comic Audition銀之花賞，並在flowers 2010年11月号增刊《凛花》刊載的出道作。2012年9月發售短篇漫畫單行本。

## 收錄作品
- 〈婚禮的前一天〉（flowers 2010年11月号增刊《凛花》11号）
- 〈以杏沙2號再會〉（《月刊flowers》2011年5月号）
- 〈黑白兄弟〉（《月刊flowers》2011年9月号）
- 〈作夢的稻草人（前篇）〉（《月刊flowers》2012年5月号）
- 〈作夢的稻草人（後篇）〉（《月刊flowers》2012年6月号）
- 〈10月的盆景〉（flowers 2011年11月号增刊《凛花》14号）
- 〈之後〉（《月刊flowers》2012年8月号） - 「婚禮的前一天」的後日談

## 出版書籍
| 卷數 | 小學館        | 小學館                 | 東立出版社    | 東立出版社             | 中信出版社 | 中信出版社             |
| 卷數 | 發售日期      | ISBN                   | 發售日期      | ISBN                   | 發售日期   | ISBN                   |
| ---- | ------------- | ---------------------- | ------------- | ---------------------- | ---------- | ---------------------- |
| 全   | 2012年9月10日 | ISBN 978-4-09-134585-1 | 2014年3月13日 | ISBN 978-986-337-344-5 |            | ISBN 978-7-5217-7366-8 |

## 評價
作為初次發行的單行本，畫風筆觸很扎實和洗鍊，對親子跟兄弟姊妹之間的感情描繪得很深刻。
於2012年「這本漫畫真厲害！ 女生篇」中獲得第2名、2013年獲得「THE BEST MANGA 這本漫畫必讀！」第5名、第8回（2013年）「全國書店店員推薦漫畫」獲得第12名，以及部落格大賞漫畫部門大賞得獎。